# Zuiderkerkhof (Amsterdam)
Zuiderkerkhof is een binnenplein in Amsterdam-Centrum, Zuiderkerkbuurt.

## Geschiedenis en ligging
Het plein is eeuwenoud. Hij ligt vanaf 1603-1614 als open ruimte in de stad. Toen was het een kerkhof behorende bij de Zuiderkerk. In de jaren 1970 doet zich er de aanleg van de Amsterdamse metro gelden. Een groot deel van de belendede panden wordt gesloopt om het bouwen van tunnel caissons mogelijk te maken. Een aantal bij de werkzaamheden opgegraven schedels en skeletten getuigde van de vroegere functie van de plek. Als na het afzinken van de tunneldelen de wederopbouw plaatsvindt ontstaat er een binnenplein, een soort hofje. De naam is dus tweeledig, het was ooit een kerkhof, en later een hofje aan de voet van de Zuiderkerk. Het plein kreeg per raadsbesluit van 23 maart 1983 haar naam na enige discussie, de gemeente koos aanvankelijk voor 'Zuiderkerkplein'.
Het Zuiderkerkhof is voetgangersgebied. Zoals gewoon bij een hofje zijn er weinig toegangen, met de klok mee zijn dat de Nieuwe Hoogstraat, Sint Antoniebreestraat, Moddermolenstraat en Zandstraat. Er is ook een in- en uitgang van metrostation Nieuwmarkt. 

## Gebouwen
Verreweg het grootste gebouw aan het plein is de kerk. Daar tegenover staat het Pentagoncomplex van Theo Bosch en Aldo van Eyck en het Watervalgebouw naar ontwerp van Hans Hagenbeek. Aan de zijde van de Nieuwe Hoogstraat staat oude stadsbouw; aan de Zandstraat historisch uitziende bebouwing uit 1932/33. De huisnummering loopt van 1 tot en met 72, maar meer dan de helft van de tussenliggende nummers ontbreekt. 
De ingang aan de Sint Antoniebreestraat wordt opgesierd door de 17e-eeuwse toegangspoort van de begraafplaats. Ze zou afkomstig zijn uit het atelier van stadsarchitect Hendrick de Keyser, architect van de kerk. Op de poort zijn schedels en botten op een lijkkleed te zien.

## Kunst
Behalve architectonische werken is er weinig kunst in de openbare ruimte geplaatst. Vanaf het plein is echter wel het in een gevel verwerkte Watergordijn te zien, ontworpen door architect Hans Hagenbeek. Aan de zijde van de Zandstraat is de gevelsteen 'De stal int Nuland' te zien. 

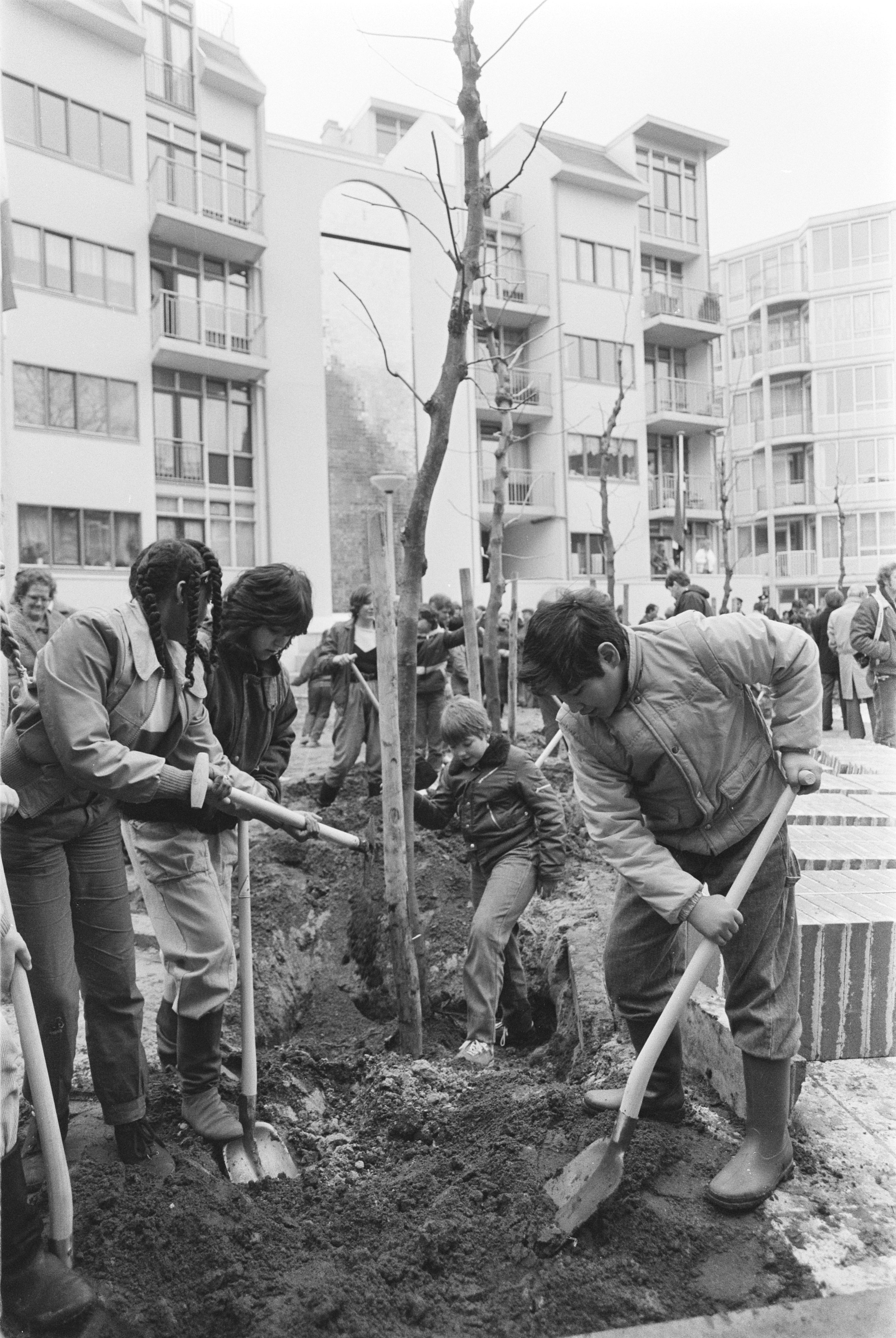
Boomplantdag op Zuiderkerkhof, 1984. Marcel Antonisse / Anefo.
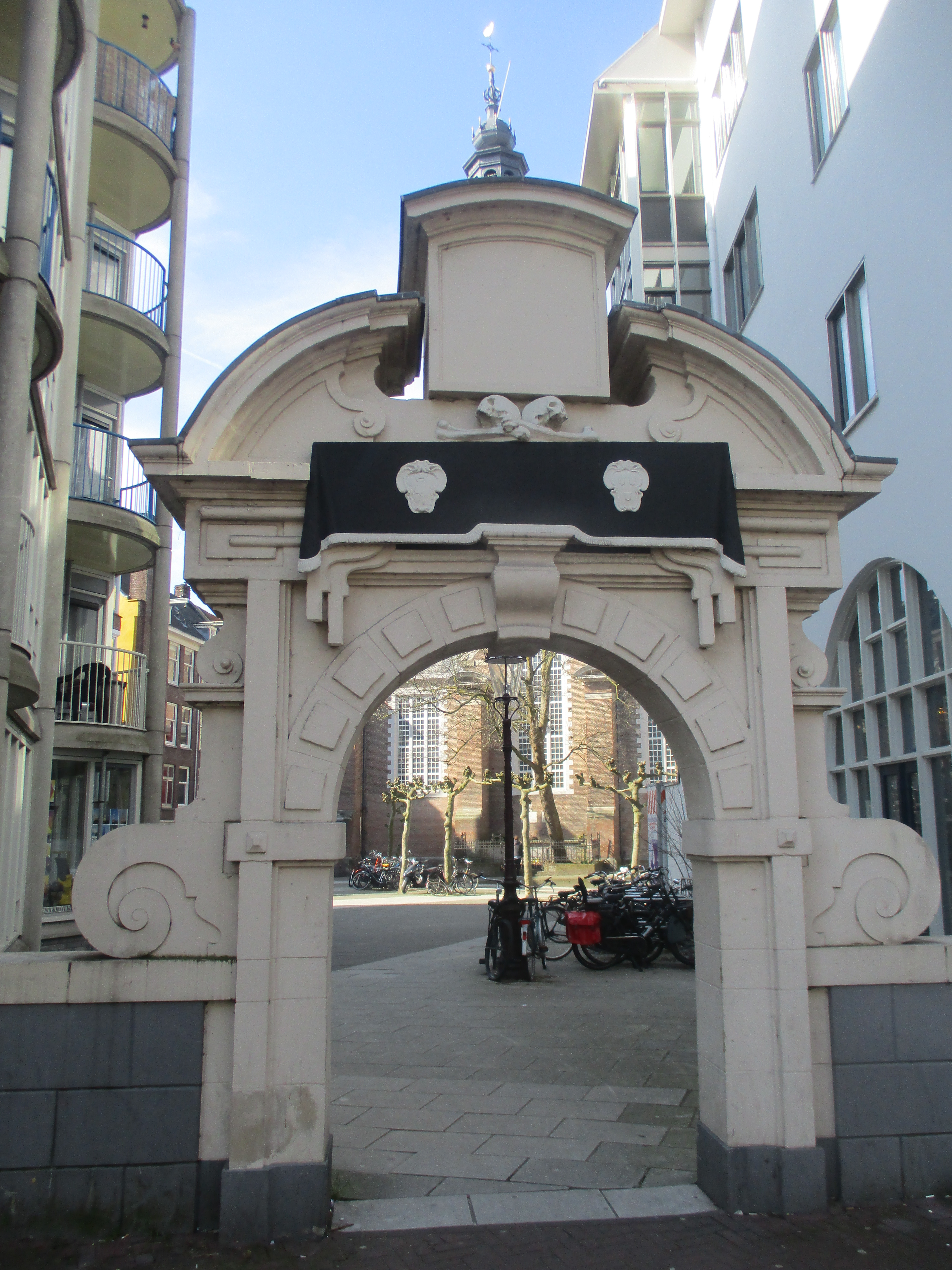
Poort Zuiderkerkhof, 2018.